# Detritivora zama
Detritivora zama is een vlindersoort uit de familie van de prachtvlinders (Riodinidae), onderfamilie Riodininae.
Detritivora zama werd in 1868 beschreven door H. Bates.